# Radiokompas
Radiokompas, znan pod angleško kratico ADF (automatic direction finder) je letalsko radio-navigacijsko sredstvo na frekvencah 190-1750 kHz, ki pilotu omogoča navigiranje po pravilih instrumentalnega letenja na ruti kot tudi finalni prilet za pristanek. Zemeljsko anteno imenujemo NDB (non-directional beacon) ali lokator, če gre za NDB manjše moči, ki je namenjen proceduri na letališču. V uporabo je prišel v 1930ih in je še danes eno izmed osnovnih radio-navigacijskih sredstev. Njegova prednost je, da zaradi frekvenčne območja pilot ne potrebuje antene v vidnem polju in so sektorske višine sprejema lahko nižje. Magnetne smeri od NDB antene imenujemo QDR k anteni pa QDM. Ime radiokompas je zastarelo, kajti radiokompas v angleščini pomeni directional finder, ki je predhodnik avtomatskega DF. ADF deluje na istem frekvenčnem območju kot komercialne AM radijske postaje, zato lahko z njim tudi slišimo te komercialne radije (v Sloveniji: 549 khz, 648 khz, 1170 khz). 
| Kratica                         | Frekvenca         | Letališče |
| ------------------------------- | ----------------- | --------- |
| MI                              | 355 kHz           | Maribor   |
| MR                              | 334 kHz           | Maribor   |
| MG                              | 296 kHz           | Ljubljana |
| PZ                              | 388 kHz           | Portorož  |
| RK                              | 359 kHz           | Cerklje   |
| CL                              | 463 kHz           | Cerklje   |
| AM radijske postaje v Sloveniji |                   |           |
| Frekvenca                       | Ime postaje       | Lokacija  |
| 549 kHz                         | Radio Koper       | Beli Križ |
| 648 kHz                         | Radio Murski Val  | Nemčavci  |
| 1170 kHz                        | Radio Capodistria | Beli Križ |

V Sloveniji imajo lokator procedure letališči:  (MR 334khz, MI 355 khz) in Portorož (PZ 388 khz), kjer se uporabljata za pristanek in čakalni krog (holding), uporabljajo pa se še na letališču Cerklje (RK 359 khz, CL 463 khz) in Ljubljana (MG 296 khz).